# Плато Сентрал
Плато Сентрал (на френски: Plateau-Central) е регион на Буркина Фасо. Площта му е 8545 квадратни километра, а населението е 949 697 души (по изчисления за юли 2018 г.). Столицата на региона е град Зиниаре, разположен на 40 километра от столицата на Буркина Фасо Уагадугу. Плато Сентрал е разделен на 3 провинции Ганзургу, Курвеого и Убритенга.